# Jen-tchaj
Jen-tchaj (čínsky pchin-jinem Yāntái, znaky 烟台) je městská prefektura v Čínské lidové republice. Leží na poloostrově Šan-tung na severovýchodě provincie Šan-tung. K roku 2020 v ní na 14 tisících kilometrech čtverečných žilo více než 7 milionů obyvatel,
Je největším rybářským přístavem poloostrova a významným obchodním centrem.

## Poloha
Severním pobřežím Jen-tchaj sousedí s Pochajským zálivem, západním pobřežím s jeho výběžkem, zálivem Laj-čou. Na jihozápadě sousedí s Čching-taem, na jihu s Žlutým mořem a na východě s Wej-chajem.

## Administrativní členění
Městská prefektura Jen-tchaj se člení na jedenáct celků okresní úrovně, a sice pět městských obvodů a šest městských okresů.
| Č’-fu Fu-šan Mu-pching Laj-šan Pcheng-laj městský okres · Lung-kchou městský okres · Laj-jang městský okres · Laj-čou městský okres · Čao-jüan městský okres · Čchi-sia městský okres · Chaj-jang |        |                       |                    |                                  |
| Název | Název  | Počet obyvatel (2020) | Rozloha km² (2020) | Hustota zalidnění (obyv. na km²) |
| český přepis | znaky  | Počet obyvatel (2020) | Rozloha km² (2020) | Hustota zalidnění (obyv. na km²) |
| Městské obvody |        |                       |                    |                                  |
| Č’-fu | 芝罘区 | 877 237               | 201                | 4 367                            |
| Fu-šan | 福山区 | 869 005               | 969                | 897                              |
| Mu-pching | 牟平区 | 462 323               | 1 554              | 298                              |
| Laj-šan | 莱山区 | 473 341               | 333                | 1 421                            |
| Pcheng-laj | 蓬莱区 | 509 393               | 1 242              | 410                              |
| Městský okres |        |                       |                    |                                  |
| Lung-kchou | 龙口市 | 729 880               | 995                | 734                              |
| Laj-jang | 莱阳市 | 794 986               | 1 724              | 461                              |
| Laj-čou | 莱州市 | 824,708               | 1 919              | 430                              |
| Čao-jüan | 招远市 | 543 127               | 1 441              | 377                              |
| Čchi-sia | 栖霞市 | 435 405               | 1 790              | 243                              |
| Chaj-jang | 海阳市 | 582 711               | 1 955              | 298                              |
| |        |                       |                    |                                  |
| Celkem | Celkem | 7,102,116             | 14 123             | 503                              |

## Doprava
V prefektuře je mezinárodní letiště Jen-tchaj Laj-šan a ve výstavbě je nové mezinárodní letiště Jen-tchaj Čchao-šuej, které by mělo být uvedeno do provozu v roce 2014.
V současnosti je Jen-tchaj spojen s Ta-lienem na severní straně Pochajského zálivu trajekty, takže cesta trvá přes šest hodin, ale je v plánu zde vybudovat 123 kilometrů dlouhý podmořský železniční tunel, který by cestu zkrátil na 40 minut.

## Partnerská města
- Alcalá de Henares, Španělsko
- Angers, Francie
- Angus, Spojené království
- Ansan, Jižní Korea
- Beppu, Japonsko
- Burgas, Bulharsko
- Inčchon, Jižní Korea
- Kunsan, Jižní Korea
- Mackay, Austrálie
- Mijako, Japonsko
- Omaha, USA
- Örebro, Švédsko
- Phuket, Thajsko
- Quimper, Francie
- San Diego, USA
- Szombathely, Maďarsko
- Tauranga, Nový Zéland
- Ulsan, Jižní Korea
- Vladivostok, Rusko
- Wondžu, Jižní Korea